# Сантана, Карлос
Ка́рлос Аугу́сто Алве́с Санта́на (исп. Carlos Augusto Alves Santana; при рождении — Ка́рлос Умбе́рто Санта́на Агила́р (исп. Carlos Umberto Santana Aguilar); род. 20 июля 1947, Аутлан-де-Наварро) — мексиканский и американский музыкант, гитарист, основатель и лидер группы Santana, лауреат многочисленных премий «Грэмми», является иконой жанра латин-рок. Приобрёл известность на рубеже 1960-х и 1970-х с такими классическими номерами, как «Black Magic Woman». В 1999 году музыкант неожиданно вернулся на вершину чартов с альбомом «Supernatural» («Грэмми» за лучший альбом года), который содержал суперхиты «Smooth» и «Maria Maria».

## Биография
Когда Карлосу исполнилось пять лет, его отец, профессиональный скрипач Хосе Сантана, счёл своим долгом обучить старшего сына основам теории музыки и игре на скрипке.
В 1955 году семья Карлоса перебирается из Аутлана в Тихуану, где на тот момент был моден рок-н-ролл. Восьмилетний мальчик взял в руки гитару, на которой начал учиться играть с помощью отца. Освоив азы игры, он стал подражать Би Би Кингу, Джону Ли Хукеру (с которым он впоследствии сделает несколько записей) и Ти-Боун Уокеру. Уже через пару лет его пригласили в местную команду TJ’S. Родители не возражали, так как заработок сына существенно пополнял семейный бюджет. Играя в местных группах, Карлос начал обращать на себя внимание красивой игрой, недюжинной выдумкой и вкусом.
Через какое-то время семья переехала в Сан-Франциско. Там Карлос чутко впитывал различные музыкальные течения, разрабатывая и углубляя свой собственный стиль игры на гитаре. Американское гражданство он получил в 1965 году.
Окончив в 1966 году школу, он почувствовал себя достаточно опытным и собрал собственный коллектив Santana Blues Band. Группа держалась на самом Сантане и поющем клавишнике Греге Роли. Их дебют состоялся в знаменитом зале «Филлмор Уэст». Через два года музыканты сократили название до более удобного Santana. Это имя все чаще стало мелькать в ряду с именами грандов блюза. Первой пластинкой с его участием стал концертный альбом The Live Adventures Of Al Kooper And Michael Bloomfield (1969).
Волна популярности этого состава группы росла вплоть до исторического фестиваля в Вудстоке в 1969 году, где полумиллионная аудитория была сражена композицией Soul Sacrifice. В ноябре того же года выходит первый альбом Santana с одноименным названием. В нём причудливым образом смешаны рок-музыка и латиноамериканские ритмы. Стиль игры, продемонстрированный в этом альбоме, стал визитной карточкой Сантаны.
Второй диск — Abraxas (1970) — моментально возглавил американский хит-парад. В него вошли классическая композиция Тито Пуэнте Oye Como Va, а также Black Magic Woman, заставившая в версии Сантаны забыть о её авторе Питере Грине.
К моменту записи следующего альбома Карлос стал доминировать в составе. А в декабре 1971-го Роли и Шон расстались с ним. Диск Santana III (1971) отметил длительный перерыв в концертной деятельности группы.
В сентябре 1972 года Карлос на Гавайях на пару с певцом и барабанщиком Бадди Майлзом отыграл концерт, вылившийся в пластинку «Live!». За ней последовал выдержанный в стиле джаз-фьюжн Caravanserai — произведение настолько цельное, что лишь немногие обратили внимание на то, что разные композиции записывались разными музыкантами.
Смены в составе довели до того, что как-то раз перед концертом в знаменитом «Мэдисон-Сквер Гардене» у группы не оказалось перкуссиониста. Один из зрителей, Джеймс Льюис, предложил свои услуги — и получил работу. С солистом Леоном Томасом Сантана отправился в масштабный тур, фрагменты которого составили тройной концертник Lotus (1975).
В апреле 1973 года Сантана женился. Его супруга Урмила была привержена учению гуру Шри Чинмоя, — Карлос увлекся индуизмом и вскоре познакомился с другим учеником Шри Чинмоя, Джоном МакЛафлином. Дуэт увлекающихся джаз-роком индуистов был неизбежен: инструментальная программа Love Devotion Surrender понравилась публике. Очередной инструментальный опус ILLUMINATIONS (1974) — плод сотрудничества гитариста с ещё одной поклонницей Шри Чинмоя, Элис Колтрейн, мог оказаться провальным: слушатели прохладно восприняли эксперименты Карлоса.
Группа предприняла попытку наверстать упущенное. Однако пластинка Borboletta не снискала особой популярности. Тогда за дело взялся приятель музыкантов Билл Грэхем, ставший их менеджером. После смена певца на Грег Уокера более блюзовый альбом Amigos (1976) вернул группе былые позиции.
1977 год принёс сразу две программы: Festival и Moonflower. В 1978 году Сантана двинулся в большое турне, начав с фестиваля California Jam II. Второму фестивалю было далеко до первого, но наличие в его программе Сантаны обеспечило 250 тысяч зрителей. Проехавшись по Новому и Старому Свету, группа записала диск Inner Secrets, примечательный влиянием стиля диско.
В это же время Карлос приступает к сольному творчеству, но альбом Golden Reality (1979), в котором в одной из композиций он обратился к музыке американского академического композитора Алана Хованесса, оказался малоуспешным. Вслед за ним Сантана выпустил ещё один двойной альбом The Swing Of Delight (1980) — инструментальный джаз-роковый опус. Затем последовала программа «Zebop!» (1981), в считанные месяцы ставшая «золотой». Участие команды Карлоса в трёхдневном U. S. Festival, полном суперзвезд, усилило интерес к коллективу и обеспечило успех диска Shango.

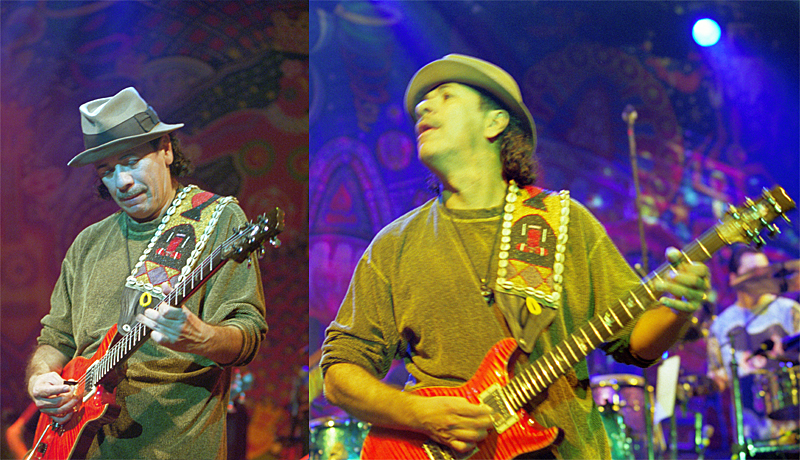
На концерте в Мюнхене, 2000 год.

В следующем году Сантана подарил поклонникам крепкий сольник Havana Moon. Следующий альбом Beyond Appearances (1985) был откровенно слабым, но не пошатнул репутацию гитариста, приглашенного на знаменитый фестиваль Live Aid.
В рамках гастрольного тура летом 1987 года Santana побывали в Москве, где выступили на концерте «За мир во всем мире». В конце того же года вышел инструментальный сольник Blues For Salvador, принесший автору «Грэмми». Даже после выхода «отмороженного» альбома Spirits Dancing In The Flesh (1990) переполненные залы на концертах не уменьшились. Пиком гастролей в 1991 году стал фестиваль Rock In Rio II. В том же году умер Билл Грэхем. Не уверенные более в своём будущем, музыканты разорвали контракт с Columbia.
В 1993 году Сантана предпринял турне Sacred Fire. В его самый разгар на рынке появилось Milagro, проникнутое христианским духом (влияние второй жены Карлоса).
Летом 1995 года Сантана снова отправляются в дорогу. В том же году появился тройной бокс-сет Dance Of The Rainbow Serpent, охватывающий всю карьеру коллектива — от вудстокской версии Soul Sacrifice до Chill Out.
В 2001 году власти родного города устроили большой праздник в честь музыканта. Сантана был награждён ключами от города, а одна из крупных улиц названа его именем. «Я глубоко тронут тем, что мой город оказал мне такую честь», — сказал растроганный гитарист. 
В 2001 году Сантана работал с Майклом Джексоном. Он исполнил гитарное соло в песне «Whatever Happens», которая вошла в альбом Джексона Invincible.
В марте 2009 года 62-летний Сантана и его группа, состоящая из 10 музыкантов, отправились в турне по странам Латинской Америки в ходе которого они дали 13 концертов.
14 мая 2012 выпустил состоящий, в основном, из инструментальных композиций альбом Shape Shifter, а 6 мая 2014 — альбом Corazón, в работе над которым принимали участие такие музыканты, как Глория Эстефан, Зигги Марли и жена Сантаны Синди Блэкман.

## Дискография

### Альбомы с группой Santana

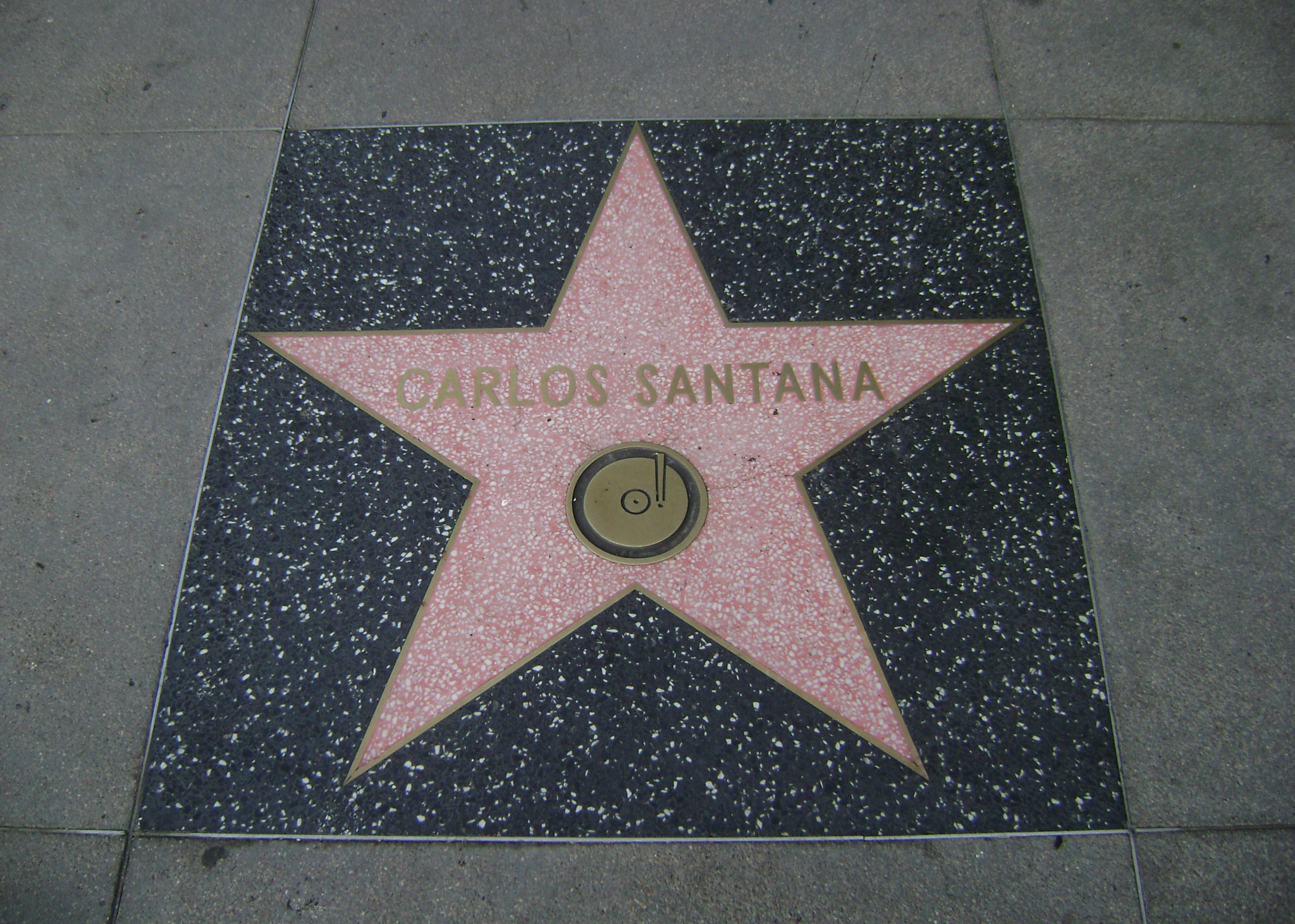
Звезда Карлоса Сантана на Голливудской «Аллее славы»

- Santana (1969) US: 2x Multi-Platinum[7]
- Abraxas (1970) US: 5x Multi-Platinum[7]
- Santana III, (1971) US: 2x Multi-Platinum[7]
- Caravanserai (1972) US: Platinum[7]
- Welcome (1973) US: Gold[7]
- Lotus (Live) (1974)
- Borboletta (1974) US: Gold[7]
- Amigos (1976) US: Gold[7]
- Festival (1977) US: Gold[7]
- Moonflower (1977) US: 2x Multi-Platinum[7]
- Inner Secrets (1978) US: Gold[7]
- Marathon (1979) US: Gold[7]
- Zebop! (1981) US: Platinum[7]
- Shango (1982)
- Beyond Appearances (1985)
- Freedom (1987)
- Spirits Dancing in the Flesh (1990)
- Milagro (1992)
- Sacred Fire: Live in South America (1993)
- Supernatural (1999) US: 15x Multi-Platinum[7]
- Shaman (2002) US: 2x Multi-Platinum[7]
- All That I Am (2005) US: Gold[7]
- Guitar Heaven: Santana Performs the Greatest Guitar Classics of All Time (2010)
- Shape Shifter (2012)
- Corazón (2014)

### Сольные альбомы и альбомы, записанные с соавторами
- Carlos Santana & Buddy Miles! Live! (1972; with Buddy Miles) US: Platinum[8]
- Love Devotion Surrender (1973; with John McLaughlin) US: Gold[8]
- Illuminations (1974; with Alice Coltrane)
- Oneness: Silver Dreams, Golden Reality (1979)
- The Swing of Delight (1980)
- Havana Moon (1983; with Booker T & the MGs, Willie Nelson, and The Fabulous Thunderbirds)
- Blues for Salvador (1987)
- Santana Brothers (1994; C.S. with Jorge Santana & Carlos Hernandez)
- Santana Live at the Fillmore (1997)
- Carlos Santana and Wayne Shorter - Live at the Montreux Jazz Festival 1988 (2007)

### Официальные сборные альбомы
- Santana Greatest Hits (1974)
- Viva Santana! (Remixed Hits, Live & Previously Unreleased Collection) (1988)
- Definitive Collection (Import) (1992)
- Dance of the Rainbow Serpent (3-CD Box Set) (1995)
- The Very Best of Santana (Single Disc Import) (1996)
- The Ultimate Collection (3-CD Import) (1997)
- The Best of Santana (1998)
- Best Instrumentals (Import) (1998)
- Best Instrumentals Vol. 2 (Import) (1999)
- The Best of Santana Vol. 2 (2000)
- The Essential Santana (2-CD 2002)
- Ceremony: Remixes & Rarities (2003)
- Love Songs (Import) (2003)
- Hit Collection (2007)
- Ultimate Santana (2007)
- The Very Best of Santana (Live in 1968) (2007)

### Неофициальные релизы
- Samba Pa Ti (1988)
- Persuasion (1989)
- Latin Tropical (1990)
- Santana (1990)
- The Big Jams (1991)
- Soul Sacrifice (1994)
- Santana Jam (1994)
- With a Little Help from My Friends (1994)
- Jin-Go-Lo-Ba (1995)
- Santana Live (????)
- Jingo and more famous tracks (????)

### Синглы
- 1969: «Jingo» #56 US
- 1969: «Evil Ways» #9 US
- 1971: «Black Magic Woman» #4 US
- 1971: «Everybody’s Everything» #12 US
- 1971: «Oye Como Va» #13 US
- 1972: «No One to Depend On» #36 US
- 1974: «Samba Pa Ti» #27 UK
- 1976: «Let It Shine» #77 US
- 1977: «She’s Not There» #27 US, #11 UK
- 1978: «Well All Right» #69 US
- 1979: «One Chain (Don’t Make No Prison)» #59 US
- 1979: «Stormy» #32 US
- 1980: «You Know That I Love You» #35 US
- 1981: «Winning» #17 US
- 1981: «The Sensitive Kind» #56 US
- 1982: «Hold On» #15 US
- 1982: «Nowhere to Run» #66 US
- 1985: «Say It Again» #46 US
- 1987: «Blues For Salvador»
- 1999: «Smooth» (featuring Rob Thomas) #1 US, #3 UK (charted in 2000)
- 2000: «Put your lights on» (featuring Everlast)
- 2000: «Maria Maria» (featuring The Product G&B) #1 US, #6 UK
- 2001: «Whatever happens» (featuring Michael Jackson)
- 2002: «The Game of Love» (featuring Michelle Branch) #5 US, #16 UK
- 2003: «Nothing at All» (featuring Musiq Soulchild)
- 2003: «Feels Like Fire» (featuring Dido) #26 NZ
- 2004: «Why Don't You & I» (featuring Alex Band) #8 US
- 2005: «I'm Feeling You» (featuring Michelle Branch) #55 US
- 2005: «Just Feel Better» (featuring Steven Tyler) #8 AUS
- 2006: «Cry Baby Cry» (featuring Sean Paul and Joss Stone) #71 UK
- 2006: «Illegal» (Shakira featuring Carlos Santana) #4 ITA, #11 GER
- 2007: «No Llores» (Gloria Estefan featuring Carlos Santana, Jose Feliciano and Sheila E.)
- 2007: «Into the Night» (featuring Chad Kroeger) #2 CAN, #5 SA, #5 Italy, #19 Germany, #26 US
- 2008: «This Boy's Fire» (featuring Jennifer Lopez with Baby Bash)
- 2008: «Fuego en el Fuego» (Eros Ramazzotti featuring Carlos Santana) #19 Spain

Примечания: синглы Smooth, Maria Maria, и Into The Night были сертифицированы как платиновые RIAA.

### Фильмы
- Carlos Santana--Influences (video)
- Sacred Fire. Live in Mexico. (video & DVD)
- Supernatural (video & DVD)
- Viva Santana (DVD)
- Santana Live By Request (DVD)